# Hanskalbsand
Der Hanskalbsand ist eine unbewohnte Insel in der Unterelbe zwischen Schulau und Neuenschleuse. Der Hanskalbsand gehört zu Niedersachsen und grenzt im Osten an das Naturschutzgebiet Neßsand.
Der Hanskalbsand ist – wie die gesamte Unterelbe – als Fauna-Flora-Habitat angemeldet und genoss daher gemäß § 34 Bundesnaturschutzgesetz bis 31. Dezember 2018 bereits fast denselben Schutz. Die Insel ist seit Januar 2019 Teil des Naturschutzgebietes „Elbe und Inseln“.
Das Anlanden und Betreten ist seit 2019 grundsätzlich nicht mehr erlaubt. Ausnahmen gibt es für den nördlichen Strandabschnitt für Kanufahrer.
Das Innere der Insel ist infolge dichten Bewuchses praktisch unzugänglich, es gibt nur wenige Wege. Lediglich auf der Nordseite finden sich einige Strände, deren Breite angesichts eines Tidenhubs von drei Metern vom jeweiligen Wasserstand der Elbe abhängt.

## Entwicklung
Bis etwa 1959 war der Hanskalbsand seit Jahrhunderten hinsichtlich Größe (rund 700 Meter Länge) und Lage im Wesentlichen unverändert. Er bildete das westliche Ende der unter dem Namen Schweinesand zusammengefassten Marschinseln und Untiefen, die sich bis Blankenese erstreckten.
Erste Aufspülungen erfolgten Anfang der 1960er Jahre. Bei der Elbvertiefung 1970 wurde der Hanskalbsand aus dem Aushub auf fast zwei Kilometer Länge vergrößert und bis zur Höhe von etwa 3,50 m über NN aufgespült. Seine dem Flutstrom ausgesetzte Westspitze wurde verbreitert und durch Verstärkung einer bereits seit 1924 vorhandenen Steinschüttung befestigt.
Über einen 3,3 Kilometer langen und 50–180 Meter breiten Spüldamm wurde er mit dem elbaufwärts gelegenen Neßsand und dem Schweinesand verbunden. Die entstandene Insel erhielt dadurch die Funktion eines Leitwerkes.

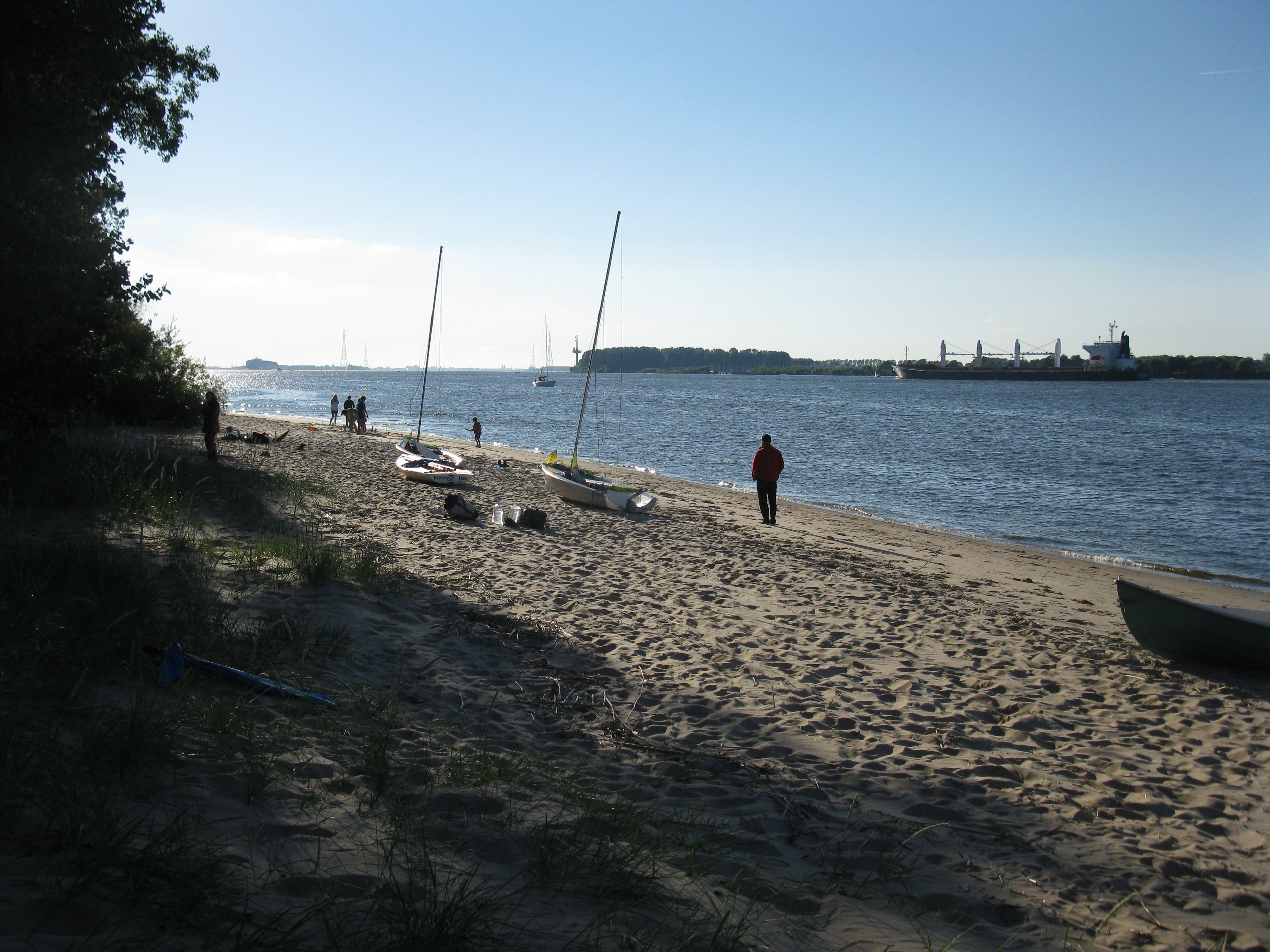
Blick vom Hanskalbsand elbabwärts nach Westen
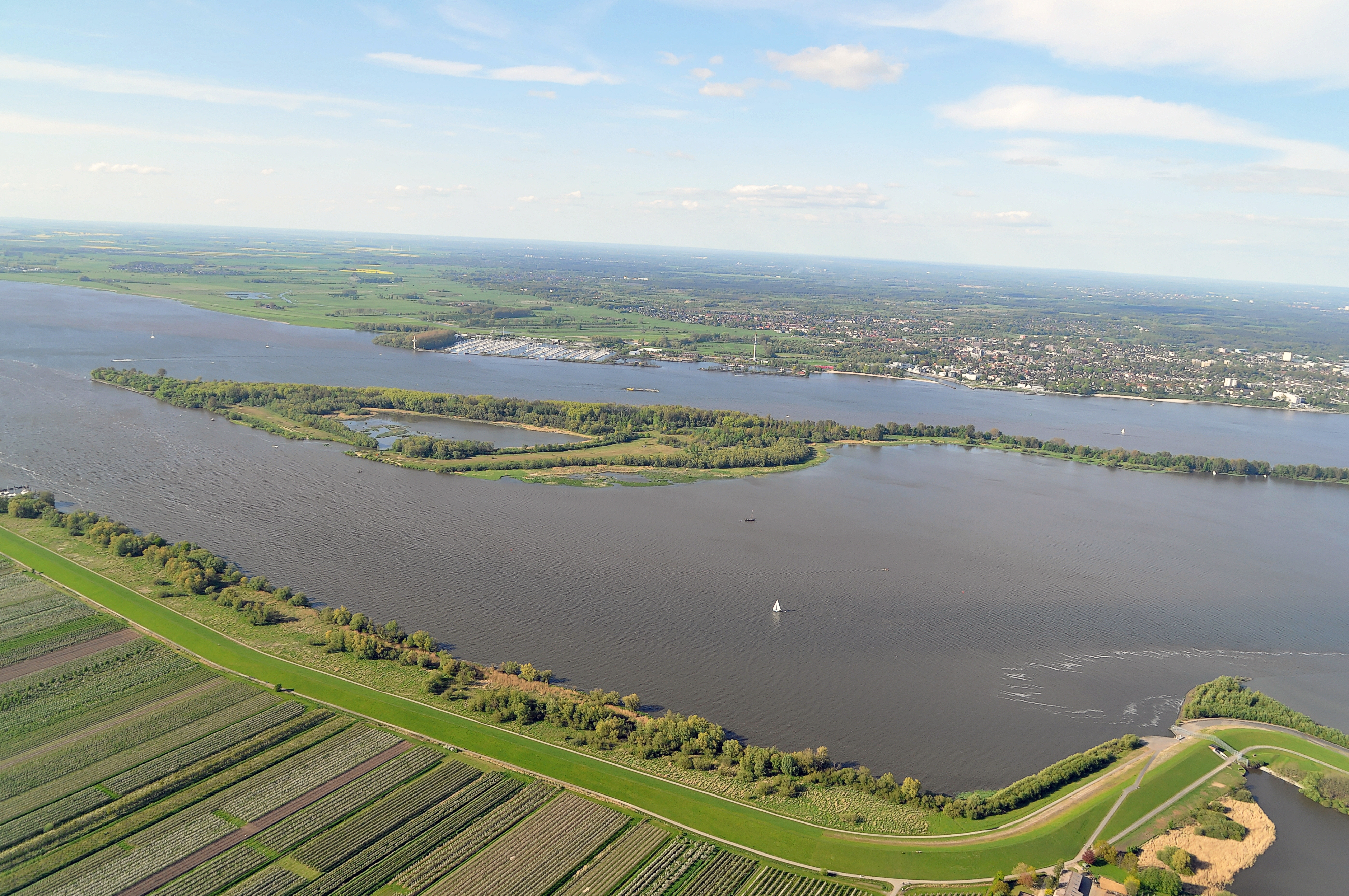
Luftbild